# João Salaviza
João Salaviza (Lisboa, 19 de febrero de 1984) es un director de cine, guionista, editor, productor y ex actor portugués. Ha recibido varios galardones, entre ellos el Oso de Oro del Cortometraje, la Palma de Oro del Cortometraje y Un Certain Regard..

## Biografía
João Salaviza nació el 19 de febrero de 1984, en Lisboa, Portugal. Su padre es José Edgar Feldman, director de cine, y su madre es productora. Estudió realización en la Escuela Superior de Teatro y Cine del Instituto Politécnico de Lisboa. y en la Universidad del Cine de Buenos Aires, en Buenos Aires, Argentina. 
Después de rodar anuncios para la campaña electoral europea del Bloco de Esquerda, entre otras cosas, ganó el Oso de Oro en la Berlinale 2012 con su cortometraje Rafa.
Como actor ha actuado en varios papeles menores, por ejemplo en la película Querença de su padre José Edgar Feldmann, pero también en producciones internacionales. Sin embargo, su principal objetivo es la dirección.
Está casado con la también realizadora Renée Nader Messora, con quien tiene una hija.

## Filmografía

### Películas
- 2015 - Montaña (Completada)[4]
- 2018 - Chuva é cantoria na aldeia dos mortos, con Renée Nader Messora

### Cortometrages
- 2004 - Duas pessoas
- 2008 - Cães de caça
- 2009 - Arena
- 2010 - Hotel Müller
- 2011 - Casa na Comporta
- 2011 - Strokkur
- 2012 - Rafa
- 2012 - Cerro Negro
- 2018 - Russa

## Premios
Dos Personas
En 2005 ganó el gran Premio Take One en el Festival de Vila del Conde y el Premio de Mejor Realización en el Festival de Cortometrajes de Oeiras. En 2006 ganó el Premio de Mejor Ficción en el Hyperion de Budapest.
Arena
El 24 de mayo de 2009 su película Arena ganó a Palma de Oro en la sección de cortometraje del Festival de Cannes en la edición de 2009 del festival, siendo la primera película portuguesa a conseguir tal distinción.
Rafa
El 18 de febrero de 2012 su película Rafa consiguió el Oso de Oro al mejor corto del Festival de Berlín.
Lluvia es cantoria en la aldea de los muertos
Ganó el Premio especial del jurado de la sección «Un Certain Regard» del Festival de Cannes y el premio de mejor obra de ficción del Festival de Cine de Lima, en Perú.